# Asbach (powiat Neuwied)
Asbach – miejscowość i gmina w zachodnich Niemczech, w kraju związkowym Nadrenia-Palatynat, w powiecie Neuwied, siedziba gminy związkowej Asbach.